# Aesalus ulanowskii
Aesalus ulanowskii is een keversoort uit de familie vliegende herten (Lucanidae). De wetenschappelijke naam van de soort is voor het eerst geldig gepubliceerd in 1887 door Ganglbauer.